# Rafael Benítez
Rafael Benítez Maudes, mais conhecido como "Rafa" Benítez (Madrid, 16 de abril de 1960), é um treinador e ex-futebolista espanhol que atuava como meio-campista. Atualmente está sem clube.

## Carreira como jogador
Rafael Benítez começou sua carreira profissional no Real Madrid Castilla, em 1974, permanecendo no clube até 1981, ano em que passou a defender o Parla. Em 1985, assinou contrato com Linares, encerrando a carreira de jogador no ano seguinte.

## Carreira como treinador
Começou treinando as categorias de base do Real Madrid. Em 1995 vai para o Valladolid. Em 1996 foi para o Osasuna e em 1997 para o Extremadura, conseguindo chegar à primeira divisão do Campeonato Espanhol. Em 2000, treinando o Tenerife, voltou para a primeira divisão.

### Valencia
Pelo Valencia, ocupou o lugar deixado por Hector Cúper a partir de 2001. No início, sua chegada ao clube foi duramente protestada pela torcida e recebida com menosprezo. No entanto, por esse clube, conseguiu se tornar o treinador com mais títulos de sua história: conseguiu conquistar o Campeonato Espanhol com o clube depois de um jejum de 31 anos. Conquistou também pelo clube espanhol os títulos da Copa da UEFA de 2003–04 e o Campeonato Espanhol de 2003/04. Abandonou o clube depois de desentendimentos com a nova diretoria, em 2004.

### Liverpool
Em junho do mesmo ano foi contratado para o Liverpool para substituir seu antecessor Gérard Houllier. Sua estreia pelo clube foi em uma vitória por 2 a 1 diante do Wrexham no Racecourse Ground. Sua estreia oficial pelo clube foi em um empate por 1 a 1 contra o Tottenham Hotspur no White Hart Lane. Pelo Liverpool ganhou, em maio de 2005, a Liga dos Campeões da UEFA, depois de vencer, na disputa por pênaltis, o Milan. No mesmo ano, foi vice-mundial após perder para o São Paulo.
Em junho de 2007 voltou a disputar a final da Liga dos Campeões da Europa contra o mesmo Milan, dessa vez sendo derrotado. Na sua quinta temporada no comando do Liverpool, caminhava para se tornar um dos mais notáveis técnicos que já comandaram o time. Sua última partida pelo clube foi em um empate em 0 a 0 contra o Hull City no KCOM Stadium válido pela Premier League. No dia 3 de junho de 2010, teve seu contrato com o Liverpool rescindido.

### Inter de Milão
Em junho do mesmo ano foi anunciado como novo comandante da Internazionale, após a saída do técnico português José Mourinho para o Real Madrid. Dirigindo o clube não fez bons jogos, já que o mesmo se encontrava na oitava posição na Serie A, o que não acontecia há muito tempo e perdeu a Supercopa Europeia de 2010 para o Atlético de Madrid. No entanto, ganhou a Copa do Mundo de Clubes da FIFA de 2010 batendo o Mazembe, o primeiro título da Internazionale na Copa do Mundo de Clubes da FIFA, sendo que o clube havia ganhado dois na extinta Copa Intercontinental (em 1964 e 1965). Além de que, em sua estreia pelo clube ele ganhou a Supercopa Italiana contra a Roma. O seu insucesso no Internazionale ficou-se a dever muito por causa das lesões constantes dos seus principais jogadores como Maicon, Júlio Cesar, Diego Milito entre outros.
Após 5 dias da conquista do Mundial de Clubes, foi demitido da Internazionale, já que, após a conquista, Benítez declarou querer reforços e o presidente do clube não ficou feliz com isso. Especulou-se também, embora erradamente, que o Liverpool o queria de volta.

### Chelsea
Em 21 de novembro de 2012, após quase dois anos desempregado, Benítez volta à cena, desta vez como treinador do Chelsea, que, após derrota por 3 a 0 para a Juventus, da Itália, demitiu seu então treinador, Roberto Di Matteo. A princípio, o técnico espanhol fica interinamente no clube até o final da temporada.
Em 16 de dezembro de 2012, perde a Copa do Mundo de Clubes da FIFA de 2012 para o Sport Club Corinthians Paulista.
Irritado com as críticas da torcida, em fevereiro Benítez declarou que deixa mesmo o clube em junho, quando se encerra seu contrato.
Na quarta-feira, 15 de maio de 2013, vence a Liga Europa pelo placar de 2 a 1, contra a equipa portuguesa do Benfica. A partida foi disputada no Amsterdam Arena, na Holanda.

### Napoli
Depois do fim da temporada europeia, e de encerrar seu contrato com o Chelsea, acertou com o Napoli, da Itália, para a temporada 2013-14. No dia 28 de maio de 2015, em uma coletiva junto com o presidente do Napoli, Aurelio De Laurentiis, anunciou sua saída do clube.

### Everton
No dia 30 de Junho de 2021, foi oficializado como novo treinador do Everton. Extremamente criticado pela torcida mesmo antes de ser oficializado como gerente de futebol, foi demitido pouco mais de seis meses depois, seguindo a derrota por 2-1 para o Norwich City no dia 15 de Janeiro de 2022, após uma campanha pífia onde recordou uma sequência de 13 jogos com apenas 2 vitórias. Ao todo, dirigiu o Everton por 19 partidas da Premier League — o que representa exatamente metade de uma temporada — onde totalizou 5 vitórias, 4 empates e 10 derrotas, deixando o clube na 15ª colocação e a apenas 6 pontos da zona de rebaixamento.

### Celta de Vigo
Depois do Everton, foi a vez de Rafa rumar à Espanha e assumir o Celta de Vigo, onde novamente brigou contra o rebaixamento na La Liga. Ele deixou o time em março de 2024, após oito meses no cargo.

## Títulos como Jogador
AD Parla
- Campeonato Espanhol - Quarta Divisão: 1981–82

## Títulos como treinador
Real Madrid Castilla
- Campeonato Espanhol - Terceira Divisão: 1990–91

Valencia
- Campeonato Espanhol: 2001–02 e 2003–04
- Copa da UEFA: 2003–04

Liverpool
- Liga dos Campeões da UEFA: 2004–05
- Supercopa da UEFA: 2005
- Copa da Inglaterra: 2005–06
- Supercopa da Inglaterra: 2006

Internazionale
- Copa do Mundo de Clubes da FIFA: 2010
- Supercopa da Itália: 2010

Chelsea
- Liga Europa da UEFA: 2012–13

Napoli
- Copa da Itália: 2013–14
- Supercopa da Itália: 2014

Newcastle United
- Campeonato Inglês - Segunda Divisão: 2016–17

Everton
- Florida Cup: 2021

## Prêmios Individuais
- Prêmio Don Balón (1): 2001–02
- Treinador do ano da UEFA (2): 2003–2004 e 2004–2005
- Treinador do mês da Premier League: Novembro de 2005, Dezembro de 2005, Janeiro de 2007, Outubro de 2008 e Março de 2009

## Estatísticas
| Clube          | Jogos | Vitórias | Empates | Derrotas | Aproveitamento |
| -------------- | ----- | -------- | ------- | -------- | -------------- |
| Real Madrid B  | 65    | 26       | 18      | 21       | 40%            |
| Valladolid     | 29    | 5        | 10      | 14       | 17,2%          |
| Osasuna        | 11    | 3        | 4       | 4        | 27,3%          |
| Extremadura    | 92    | 36       | 26      | 30       | 39,1%          |
| Tenerife       | 46    | 23       | 11      | 12       | 50%            |
| Valencia       | 162   | 88       | 41      | 33       | 54,3%          |
| Liverpool      | 350   | 194      | 77      | 79       | 55,4%          |
| Internazionale | 25    | 12       | 6       | 7        | 48%            |
| Chelsea        | 48    | 28       | 10      | 10       | 58,3%          |
| Napoli         | 112   | 59       | 28      | 25       | 52,7%          |
| Real Madrid    | 25    | 17       | 5       | 3        | 68,0%          |
| Newcastle      | 146   | 62       | 31      | 53       | 42,5%          |
| Dalian Yfang   | 38    | 12       | 8       | 18       | 31,6%          |
| Everton        | 22    | 7        | 5       | 10       | 31,8%          |
| Celta de Vigo  | 33    | 9        | 9       | 15       | 27,3%          |